# Giovanni Battista Pinardi
Giovanni Battista Pinardi (* 15. August 1880 in Castagnole Piemonte, Italien; † 2. August 1962) war ein italienischer Geistlicher und römisch-katholischer Weihbischof in Turin.

## Leben
Giovanni Battista Pinardi empfing am 29. Juni 1903 das Sakrament der Priesterweihe für das Erzbistum Turin.
Am 24. Januar 1916 ernannte ihn Papst Benedikt XV. zum Titularbischof von Eudoxias und zum Weihbischof in Turin. Der Turiner Weihbischof Costanzo Castrale spendete ihm am 5. März desselben Jahres die Bischofsweihe; Mitkonsekratoren waren der Bischof von Novara, Giuseppe Gamba, und der Turiner Weihbischof Angelo Bartolomasi.
Im Rahmen des für ihn eingeleiteten Seligsprechungsprozesses erkannte ihm Papst Franziskus am 13. Mai 2019 den heroischen Tugendgrad zu.